# Spoorlijn 61
Spoorlijn 61 was de spoorlijn die de voormalige spoorwegdriehoek aan spoorlijn 25 tussen Mortsel-Oude-God en Kontich-Kazerne verbond met Aalst. De lijn was 49,3 km lang. In het verlengde van de lijn in Aalst was er de spoorlijn 82 naar Ronse.

## Geschiedenis

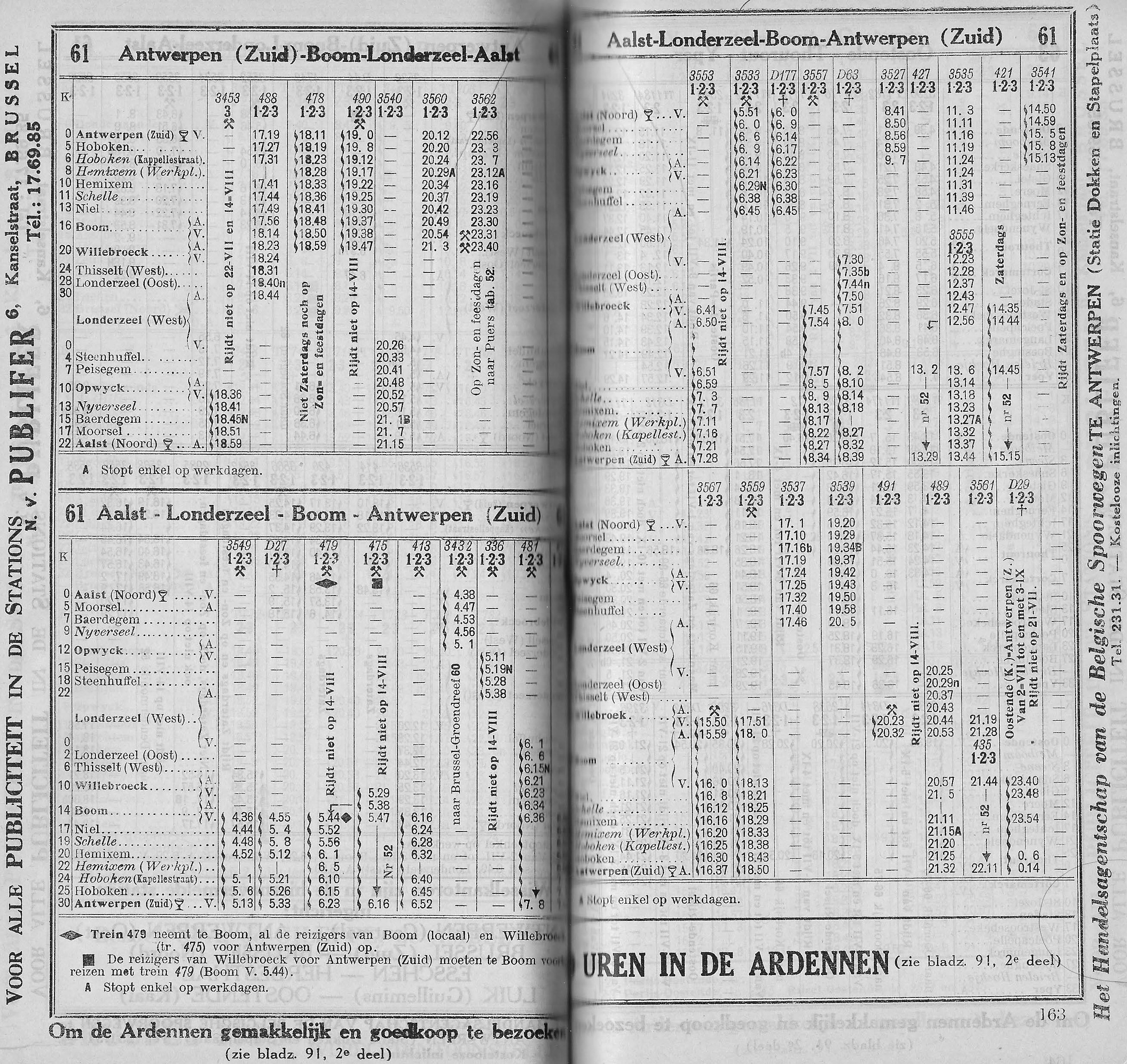
dienstregeling van spoorlijn 61 in 1933

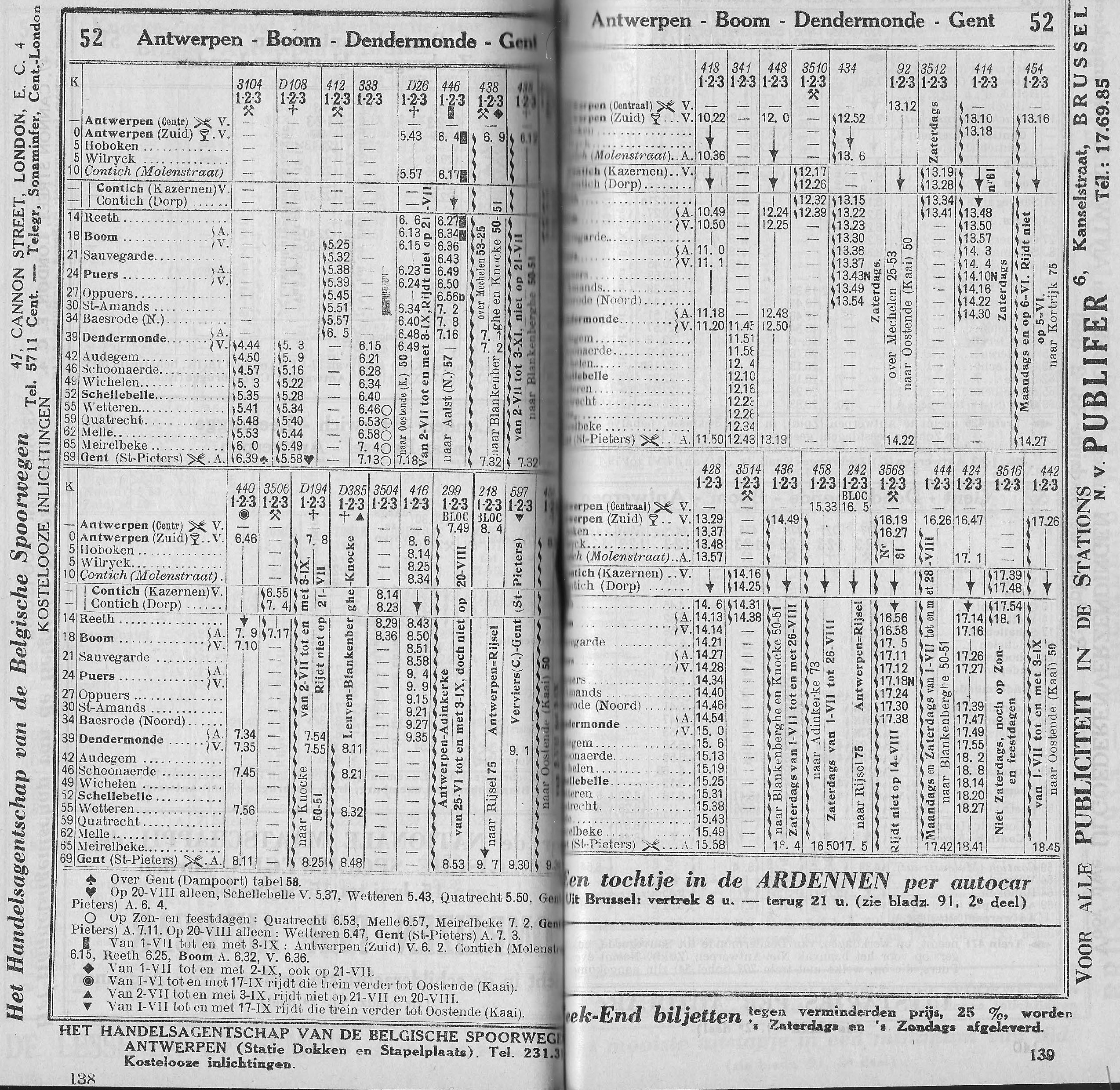
dienstregeling van spoorlijn 52 in 1933 en de vermelding van de pendeltreinen Kontich - Reet/Boom

Deze lijn, bijgenaamd Leireken, maakte oorspronkelijk deel uit van een geplande internationale verbinding Antwerpen - Dowaai, via Zottegem - Ronse - Doornik. Maar de verbinding met Frankrijk werd nooit gerealiseerd en er hebben nooit doorgaande treinen verder dan Aalst gereden.
Omstreeks 1898 werd het tracé van lijn 61 in Londerzeel verlegd. Oorspronkelijk liep de lijn van Londerzeel-Oost (kruising met lijn 53) rechtstreeks naar Steenhuffel. In 1898 werd lijn 53 (in verband met werken aan het zeekanaal Brussel-Rupel) opgehoogd; lijn 61 liep sindsdien via een brug onder lijn 53 door, volgde lijn 53 van Londerzeel-Oost tot Londerzeel-West en boog vandaar zuidwaarts af naar Steenhuffel.
Over de herkomst van de naam Leireken bestaan verschillende versies. Hoogstwaarschijnlijk gaat hij terug op de voornaam van machinist Valère (Leire in de volkstaal) die samen met Kamiel actief was op lijn 61. Deze naam zou al heel vroeg ontstaan zijn, waarschijnlijk voor 1898.
In 1933 waren er geen doorgaande reizigerstreindiensten van Antwerpen naar Aalst. In de tabel 61 stonden de lokaaldiensten Antwerpen-Zuid via Niel, Boom en Londerzeel vermeld (de huidige lijn 52) en de lokaaldiensten Londerzeel - Aalst. De route via Reet stond weer vermeld in tabel 52 Antwerpen - Gent en verder via Dendermonde. De routes van de spoorlijnen 52 en 61 zijn dus later tussen Boom en Antwerpen omgewisseld. Volgens deze tabellen volgden de treinen ook deels spoorlijn 27B op hun route, met name van Antwerpen-Zuid tot Reet (met haltes in Hoboken, Wilrijk en Kontich-Molenstraat).

## Huidige toestand
In Mortsel liep de lijn 61 parallel met de spoorlijn 25, via de Christus Koninglaan. Vervolgens kruiste deze lijn de Molenstraat, en op de grens van Mortsel met Edegem, stak ze de Mechelsesteenweg over, en nadien de Hovestraat in de richting Kontich. Na het opbreken van de lijn, werd te Mortsel op de spoorbedding naast de Christus Koninglaan een fietspad aangelegd dat de Statielei met de Molenstraat verbindt. Verder, in Edegem, werd de Boniverlei op de spoorwegbedding aangelegd, en in Kontich de N171.
Tussen Reet en Boom zijn er nog sporen van de bedding terug te vinden in het landschap; er zijn echter plannen om de N171 door te trekken tot aan de A12. Het gedeelte Boom - Willebroek is hernoemd in lijn 52/2 en geëlektrificeerd in mei 1998, samen met het baanvak Boom - Puurs van lijn 52. Het baanvak Boom - Willebroek werd echter niet terug in gebruik genomen; op 5 augustus 2002 werd het baanvak officieel buiten dienst gesteld. Tussen Willebroek en Londerzeel is de bedding in het landschap nog redelijk goed te volgen.

### Fietspaden
Tussen Aalst en Londerzeel is de vroegere spoorlijn nu een fiets- en wandelpad fietssnelweg F27, in de volksmond Leirekensroute. De huidige Leirekensroute maakt al jaren deel uit van de officiële fietsroute van Nederland naar Santiago de Compostela.

## Aansluitingen
In de volgende plaatsen is of was er een aansluiting op de volgende spoorlijnen:
Kontich
Spoorlijn 25 tussen Brussel-Noord en Antwerpen-Luchtbal
Spoorlijn 27 tussen Brussel-Noord en Antwerpen-Centraal
Y Kontich Dorp
Spoorlijn 27B/3 tussen Y Kontich-Dorp en Kontich-Molenstraat
Boom
Spoorlijn 52 tussen Dendermonde en Antwerpen-Zuid
Willebroek
Spoorlijn 54 tussen Y Heike en Terneuzen
Londerzeel-Oost
Spoorlijn 53 tussen Schellebelle en Leuven
Londerzeel
Spoorlijn 53 tussen Schellebelle en Leuven
Opwijk
Spoorlijn 60 tussen Y Jette en Dendermonde
Aalst
Spoorlijn 50 tussen Brussel-Noord en Gent-Sint-Pieters
Spoorlijn 57 tussen Aalst en Lokeren
Spoorlijn 82 tussen Aalst en Ronse

## Galerij

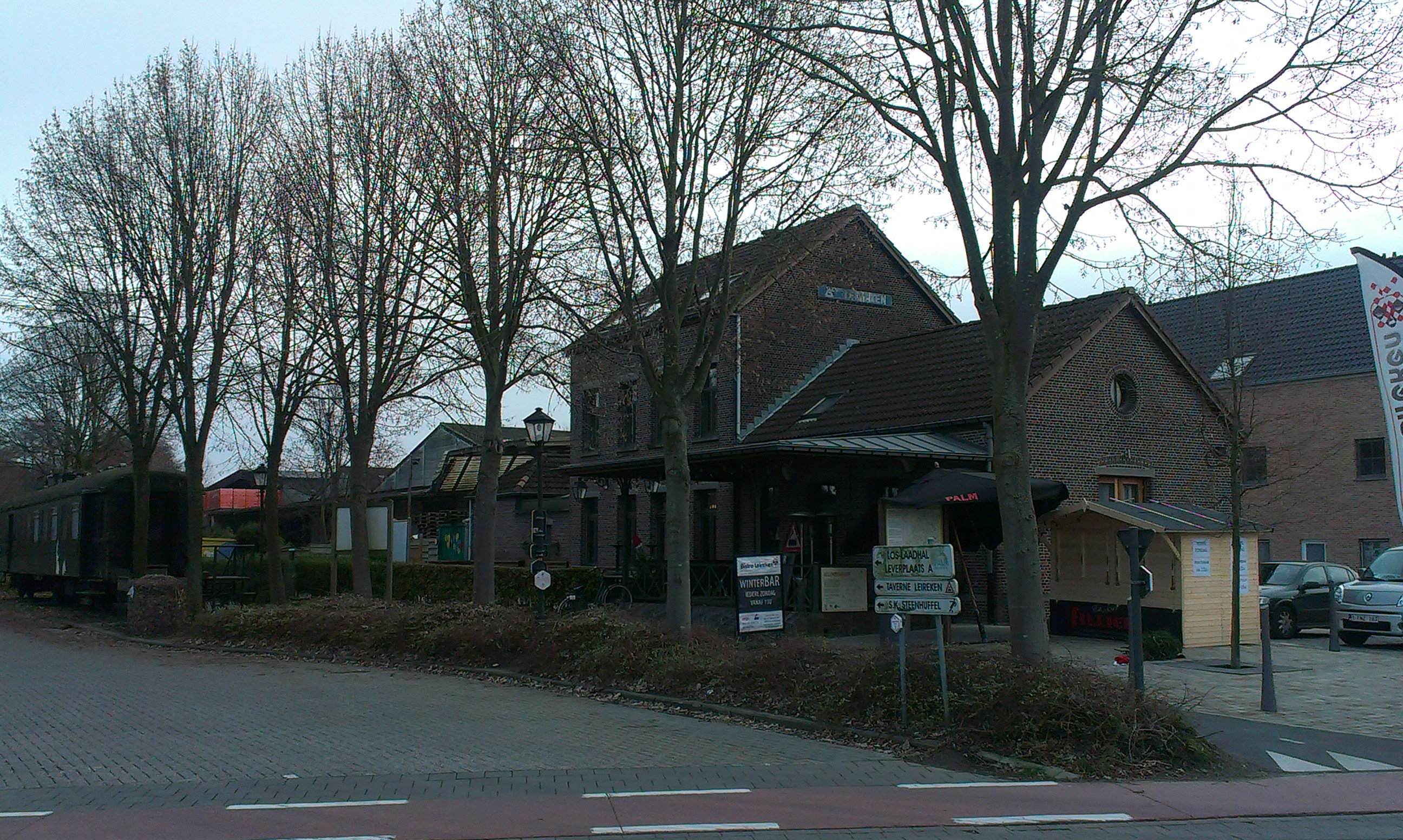
voormalig stationsgebouw Steenhuffel op lijn 61